# Estancia del Cubito
Estancia del Cubito är en ort i Mexiko.   Den ligger i kommunen San Felipe och delstaten Guanajuato, i den centrala delen av landet, 290 km nordväst om huvudstaden Mexico City. Estancia del Cubito ligger 1 996 meter över havet och antalet invånare är 152.
Terrängen runt Estancia del Cubito är platt österut, men västerut är den kuperad. Estancia del Cubito ligger nere i en dal. Runt Estancia del Cubito är det ganska tätbefolkat, med 93 invånare per kvadratkilometer. Närmaste större samhälle är San Felipe, 19,8 km nordväst om Estancia del Cubito. Trakten runt Estancia del Cubito består i huvudsak av gräsmarker.